# Abu Umar ibn Said
Abu Umar ibn Said, (arabisch أبو عمر بن سعيد, DMG Abū ʿUmar b. Saʿīd; † 1287) war der letzte Raʾīs von Manūrqa (Menorca), der von 1282 bis 1287 auf der Insel regierte.

## Leben
Abu Umar ibn Said folgte im Jahr 1282 seinem Vorgänger Abu Uthman Said ibn Hakam al-Quraschi als Raʾīs von Manūrqa. 
In seinem ersten Regierungsjahr war das Geschwader von Peter III. auf dem Weg nach Tunis (Expedition nach Tunis) bei Menorca durch einen Sturm abgetrieben worden. Der Stadtobere von Constantine in Algerien Bugron hatte in der Zwischenzeit mit Peter III. konspiriert, sich zum Christentum bekehrt und die Stadt der Krone von Aragonien übergeben. Anhand der Chronik des Ramon Muntaner soll Abu Umar ibn Said Botschafter nach Algerien geschickt haben, die das durchschaute Ränkespiel aber öffentlich bloslegten. Bugron wurde folglich für seinen Verrat hingerichtet. Der Überraschungseffekt der Expedition Peters III. war somit weggefallen und die gesamte Expedition ein Fehlschlag. Dennoch sollten aber auch die Tage des moslemischen Menorcas gezählt sein.

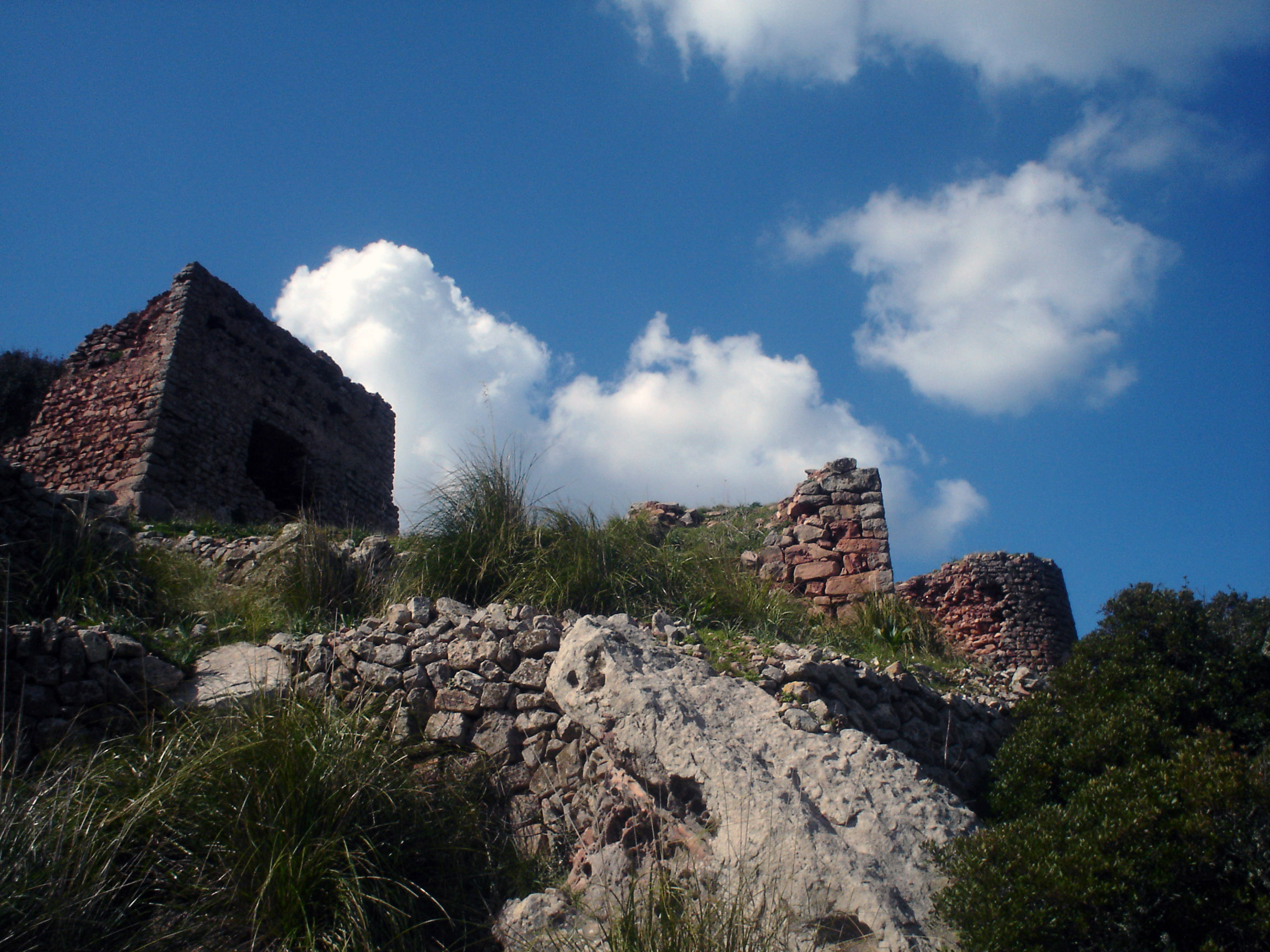
Die Ruinen der Festung von Santa Àgueda

Denn im Zusammenhang mit der Eroberung des unter der Herrschaft von Jakob II. stehenden Königreichs Mallorca, welche von Peter III. begonnen und von seinem Sohn Alfons III. abgeschlossen wurde, war es zu einem Streit zwischen Jakob II. und Peter III. gekommen. Es folgte eine navale Strafexpedition unter Peters Sohn Alfons III. gegen Manūrqa, welcher sich hiermit an Jakob II. rächen wollte. 
Alfons III. hatte am 22. November 1286 in Salou mit seinen Invasionstruppen abgelegt und war am 5. Januar 1287 in Menorca gelandet. Abu Umar ibn Said widersetzte sich diesem Angriff mit seinen Söldnern aus Nordafrika. Die erste Schlacht ereignete sich am 17. Januar, wobei das moslemische Heer geschlagen wurde und dann zum Castell de Santa Àgueda bei Madinat al-Dschazira (in der Nähe des heutigen Ciutadella) floh. Dort konnte es noch drei Tage lang Widerstand leisten. Am 21. Januar musste Abu Umar ibn Said jedoch wegen zahlenmäßiger Unterlegenheit im Vertrag von San Agayz seine Kapitulation unterzeichnen. Der Vertrag erlaubte ihm aber, Menorca in Richtung Nordafrika zu verlassen – in Begleitung von 200 übrig gebliebenen Gefolgsleuten, den sterblichen Überresten seines Vaters, seiner Bibliothek und 50 Schwertern. Auf der Überfahrt geriet jedoch das angeheuerte genuesische Transportschiff in einen Sturm und sank, ohne dass hierbei Überlebende zu verzeichnen gewesen wären.